# Makunda
Makunda (gr. Μακούντα) – wieś w Republice Cypryjskiej, w dystrykcie Pafos. W 2011 roku liczyła 116 mieszkańców. Przez miejscowość przepływa rzeka Makunda.